# کوکا (دوره)
کوکا (به ژاپنی: 弘化 Kōka) یکی از دوره‌های ژاپنی بعد از تنپو و قبل از کائی بود. این دوره از دسامبر ۱۸۴۴ تا فوریه ۱۸۴۸ ادامه داشت. در این دوره امپراتور نینکو و امپراتور کومی امپراتور ژاپن بودند.